# クリスマス・キャロル (小説)
『クリスマス・キャロル』（原題: A Christmas Carol）は、英国の文豪であるチャールズ・ディケンズの中編小説。1843年12月19日に出版。「クリスマス・ブックス」の第1作。
本作品は、守銭奴のスクルージがクリスマスに過去・現在・未来を旅する超常的な体験をすることで改心する物語。クリスマス・ストーリーの中では最も有名であり、広範囲な読者を獲得し、ディケンズを世界的に有名な作家とした記念碑的な小説である。
ロンドンの出版社チャップマン・アンド・ホールから、ハードカバーとペーパーバックの二つの形態で出版され、挿絵画家ジョン・リーチによる彩色挿絵入りであった。
日本語版の題名には『クリスマス・カロル』などの表記もあるが、本項では特定の翻訳版を示すとき以外は『クリスマス・キャロル』と表記する。

## 物語の概要

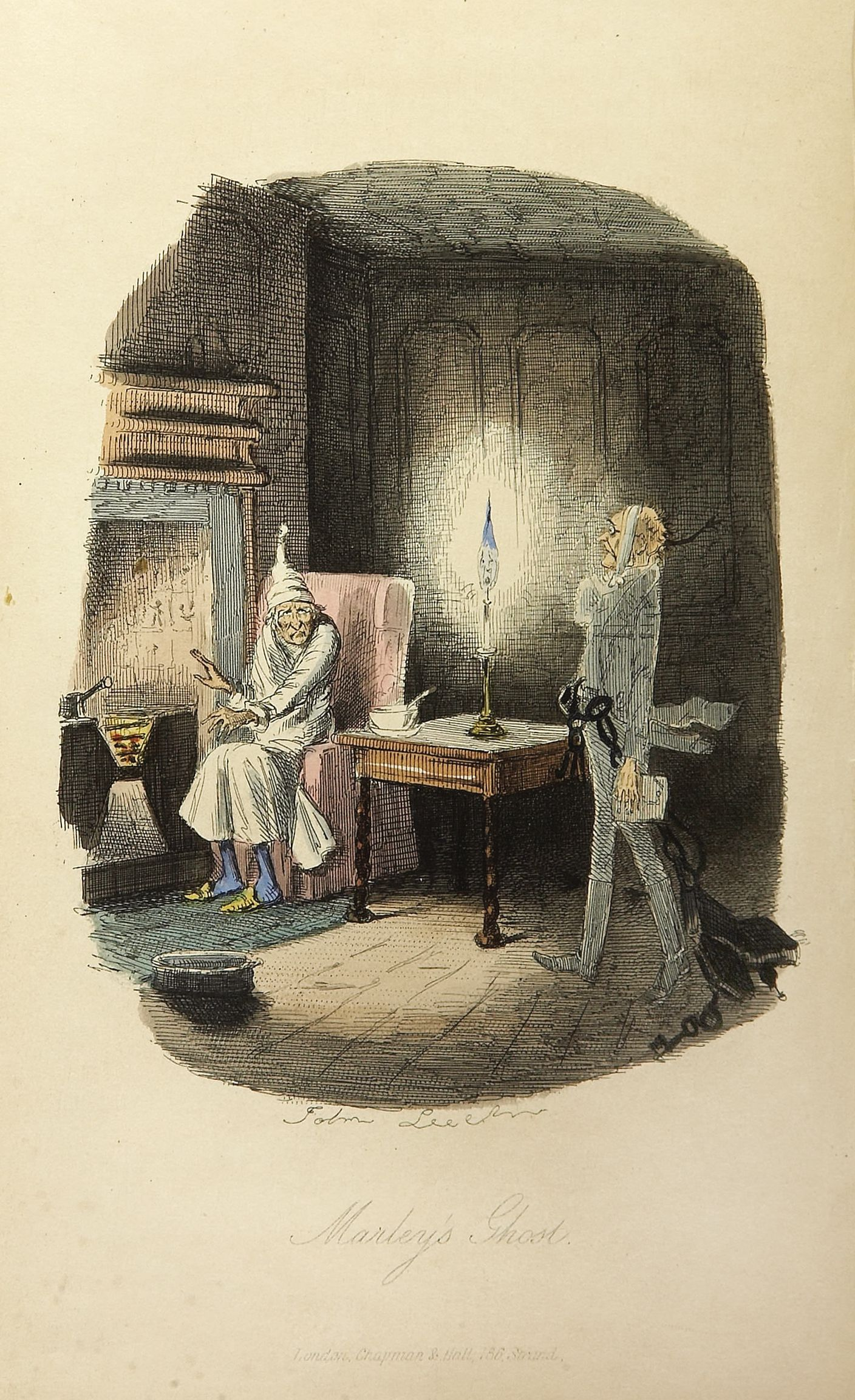
スクルージとマーレイの亡霊

主人公は、エベネーザ・スクルージという名の初老の商人。冷酷無比、エゴイスト、守銭奴であり、人間の心の暖かみや愛情などとはまったく無縁であった。『スクルージ&マーレイ』という名の事務所を構え、事務員のボブ・クラチットを薄給で雇い、血も涙もない、強欲で、金儲け一筋の商売をしていた。
スクルージにとってクリスマスの季節は、得にならないことをして浮かれる馬鹿げた人々を目にする不快な日々であった。それに、クリスマス・イヴは共同経営者であったジェイコブ・マーレイが亡くなった日でもあった。マーレイがなくなって7年になるクリスマス・イヴの日、スクルージは、恵まれない人々への寄付を募りに来た紳士たちに「（恵まれない奴らは）牢屋や救貧院に入ればいい」「（恵まれない奴らが死ぬことになれば）余分な人口が減って丁度いい」と言って追い返し、クリスマスに夕食をともにしようと誘いに来た甥のフレッドも追い返し、明日のクリスマスには休暇が欲しいという事務員のボブ・クラチットには休みを認める代わりに次の日は早く出勤しろと言う。
スクルージが家に戻ると異常なことが起きていることに気がつく。そして、7年前に亡くなったはずのマーレイが訪れる。マーレイの亡霊は、鎖につながれた姿となった自分自身を例として、生前の罪に比例して鎖が長くなると説明し、金銭欲や物欲に取り付かれた人間の死後は後悔ばかりの悲惨な末路となることをスクルージに諭す。友人であったスクルージが自分と同じような運命とならないようにするため、これから精霊がスクルージを訪れると伝えて、マーレイは消える。
スクルージのもとに、過去、現在、未来の精霊が順に訪れる。精霊により不思議な体験をさせられたスクルージは人生観を大きく変えていく。
夜が明けてクリスマスの朝を迎えたスクルージは精霊に見せられた悪夢のような未来を変えようとする。クラチット家に御馳走を贈り、人々に愛想よく挨拶し、寄付を募りに来た紳士たちに再会すると寄付を申し出、そして、甥のフレッドの家の夕食会に出向く。その翌日には、遅刻してきたボブ・クラチットを咎めないどころか給金を増やすと言い、さらに彼の家族への援助を決意する。

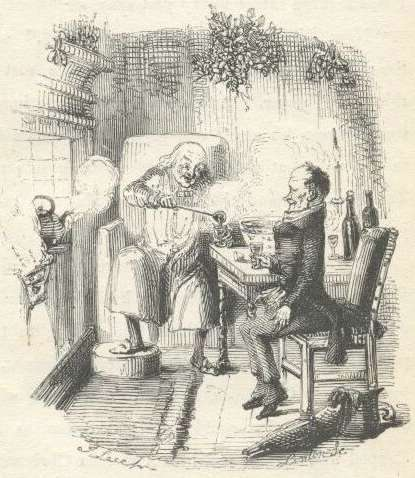
スクルージとボブ・クラチット

こうしたスクルージの変わり様を笑う人たちもいたが、スクルージは気にもしなかった。というのも、何かを変えようとすると最初は笑われるものだということを分かっていたからだ。やがてスクルージは「最もクリスマスの楽しみ方を知っている人物」と人々から言われるほどになる。

## 3人の精霊
スクルージを訪ねる3人の精霊は、「第一の精霊（過去）」、「第二の精霊（現在）」、そして「最後の精霊（未来）」である。

### 第一の精霊（過去）
眩く輝く頭部に蝋燭の火消し蓋のような帽子を持った幼く見えながらも老成した表情をした精霊である。忘れきっていた少年時代、および青年時代、最後に7年前のことをスクルージに見せる。
スクルージは、孤独のなかで、しかし夢を持っていた少年時代を目の当たりにする。次に、見習いとして働いていた青年時代に場面が移り、雇い主が開くクリスマスの舞踏会で人々が楽しんでいるところを見せられる。その次に、恋人から別れを告げられるところを見せられる。恋人はスクルージに、以前は貧しくても幸せだったのに今のあなたは私よりお金が大事になってしまい愛していた頃とは別人だと言う。また場面は変わり、可愛らしい子供のいる幸せな家庭のクリスマスを見せられる。その家の妻は、かつての恋人であった。その夫はスクルージの事務所を通りかかり中が見えたと妻に話す。そこには、死にかけている共同経営者のそばに一人で座る孤独なスクルージの姿があったという。

### 第二の精霊（現在）

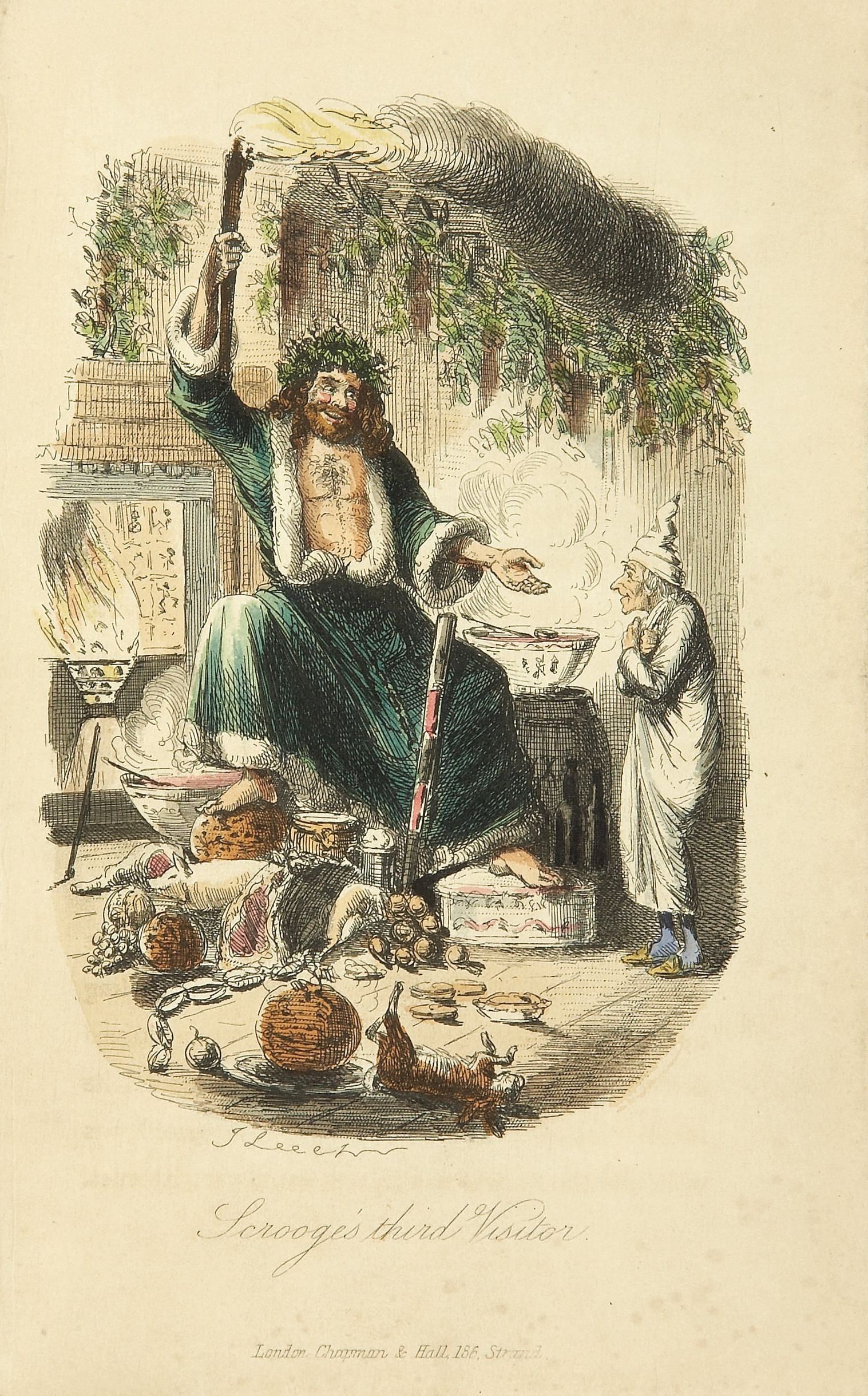
スクルージと第2の精霊

巨体にヒイラギの冠を載せローブを纏い、燃え盛る松明を持ち、クリスマスの御馳走に囲まれた精霊である。
スクルージを様々な場所に導き、貧しいなか明るい家庭を築いているクラチットの家族の情景、伯父を呼べなかったことを惜しみながらも知人達と楽しい夕食会をしているフレッドの姿を見せる。また、クラチットの末子ティムは脚が悪く病気がちで長くは生きられないことも見せる。
最後に、ローブの下に隠れていた「無知」と「貧困」のふたりの子供を見せる。スクルージがその子たちを助けてくれるところはないのかと訴えると、「牢屋や救貧院があるのでは？」と投げかける。それは、寄付を頼みに来た紳士たちに対してスクルージが発した言葉であった。

### 最後の精霊（未来）
真っ黒な布に身を包んだ不気味な精霊。
スクルージは、ある男が死んだという話を人々がしている場面を見せられるが、その男の評判が悪く誰も悲しんでいない。今までと違って、自分の姿は見えない。さらに、その男の家から盗んだ品物を売りにきた3人の男女がそれを買い取る老人と交渉する浅ましい様を見せられ、次には誰にも見守られずにシーツに包まれた男の遺体を見せられる。ここまで、スクルージは、その男が誰なのか確認できないでいる。
それから、クラチット家の末子ティム少年が両親の希望も空しく世を去った場面を見せられる。その次に、見捨てられた墓碑に連れて行かれ、そこに記されている自分の名を読み、スクルージは死んだ男が誰なのか理解する。

## 日本語訳
- 森田草平訳『クリスマス・カロル』：1926年、（岩波文庫ほか）
- 森田草平訳『クリスマス・カロル』：舊字舊假名版
- 村岡花子訳『クリスマス・カロル』：1952年、新潮文庫（ISBN 4102030085）
- 斎藤数衞訳『クリスマス・カロル』1968年（学習研究社、少年少女学研文庫）
- こだまともこ訳『クリスマス・キャロル』 ：1984年、講談社青い鳥文庫（ISBN 4061471546）
- 吉田新一訳『クリスマス・キャロル』 ：1989年、太平社（ISBN 4924330167）
- 八木田宜子訳『クリスマス・キャロル』：1989年、少年少女世界名作の森２，集英社（ISBN 4082850023)
- 脇明子訳『クリスマス・キャロル』 ：2001年、岩波少年文庫（ISBN 4001145510）
- 池央耿訳『クリスマス・キャロル』：2006年、光文社古典新訳文庫
- 櫛田理絵訳、WIPジャパン監修『クリスマス・キャロル』：2013年、ゴマブックス
- 井原慶一郎訳『クリスマス・キャロル』：2015年、春風社（ISBN 9784861104749）
- 越前敏弥訳『クリスマス・キャロル』：2020年、角川文庫（ISBN 9784041092378)

その他の各種翻訳については、ディケンズ・フェロウシップ日本支部のサイト内にある詳細な書誌を参照。

## 映画化作品

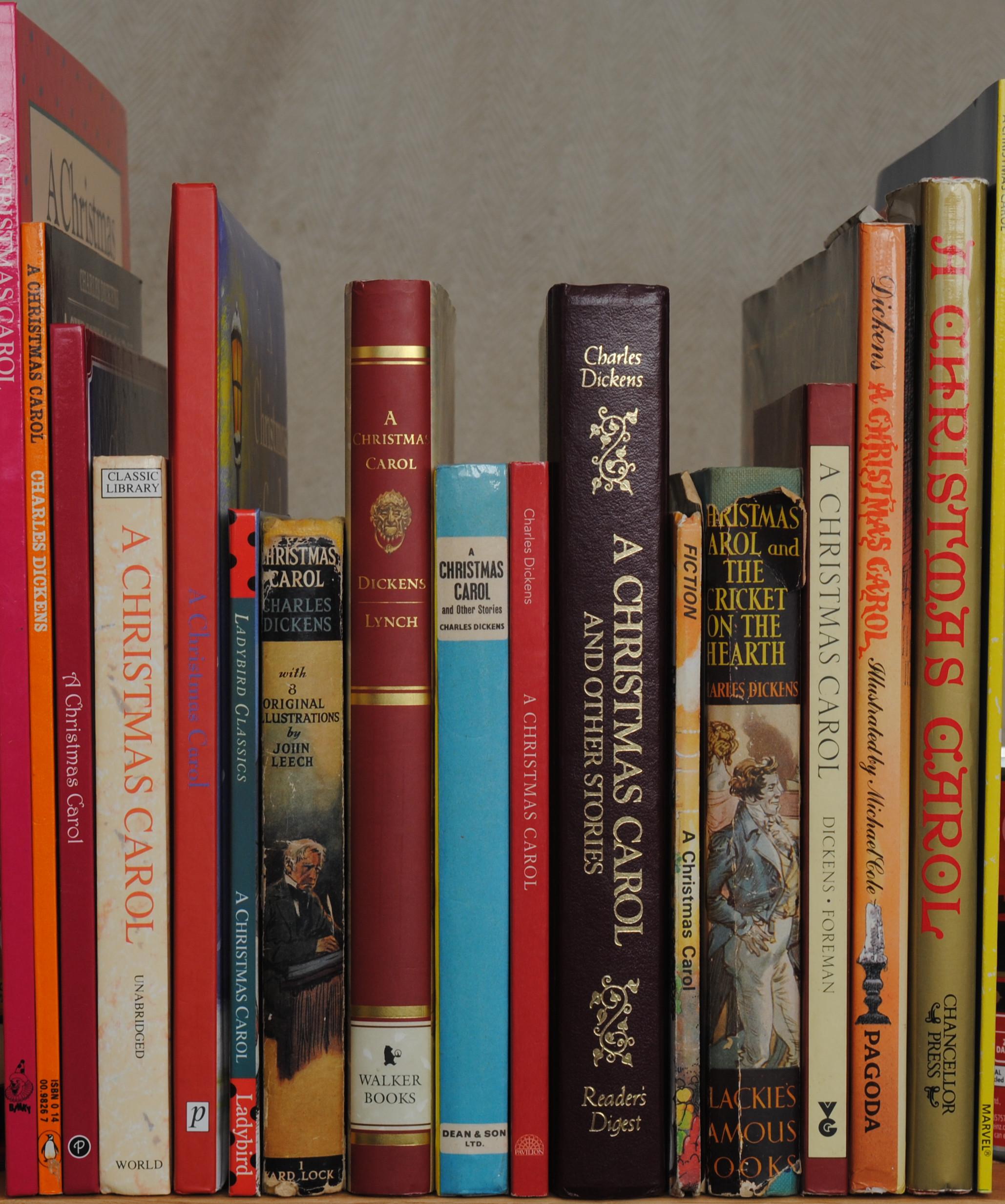

- 『スクルージ』 （Scrooge）：1935年、イギリス映画（白黒）、監督：ヘンリー・エドワーズ
- 『クリスマス・キャロル』 （A Christmas Carol）：1938年、アメリカ映画（メトロ・ゴールドウィン・メイヤー）、監督：エドウィン・L・マリン
- 『クリスマス・キャロル』 （A Christmas Carol）：1951年、アメリカ映画（白黒版）、監督：ブライアン・デズモンド・ハースト
- 『クリスマス・キャロル』 （Scrooge）：1970年、イギリス映画（ミュージカル）、監督：ロナルド・ニーム
- 『クリスマス・キャロル』 （A Christmas Carol）：1984年、アメリカ映画（20世紀フォックス）、監督：クライブ・ドナー
- 『ミッキーのクリスマスキャロル』 （Mickey's Christmas Carol）:1983年、アニメ映画（ウォルト・ディズニースタジオ）、監督 バーニー・マティンソン - スクルージ・マクダックがエベネーザ・スクルージ（スクルージ・マクダックの名前の由来でもある。）、ミッキーマウスがボブ・クラチット（クラチット夫人はもちろんミニーマウス）、グーフィーがマーレイに、スクルージ・マクダックの甥のドナルドダックがエベネーザ・スクルージの甥のフレッドに扮しているなど、全ての登場人物をディズニーキャラクターが演じている。
- 『マペットのクリスマス・キャロル』 （The Muppet Christmas Carol）：1992年、アメリカ映画（マペット版）、監督：ブライアン・ヘンソン
- 『クリスマスキャロル』（A Christmas Carol）：1997年、アニメ映画（20世紀フォックス）、監督：スタン・フィリップス
- 『クリスマス・キャロル』 （A Christmas Carol）：1999年、アメリカ映画、監督：デビッド・ヒュー・ジョーンズ
- 『クリスマス・キャロル』 （Christmas Carol The Movie）：2001年、アニメ映画、監督：ジミー・T・ムラカミ
- 『Disney's クリスマス・キャロル』 （A Christmas Carol）：2009年、3DCGアニメ映画、監督：ロバート・ゼメキス

## 舞台化作品
- 『クリスマス・キャロル』：1994年〜2003年、作詞：リン・アーレン、音楽：アラン・メンケン（上演：マディソン・スクエア・ガーデン）

### 日本における上演
- 『クリスマス・キャロル』：1990年〜2010年、劇団昴（ストレートプレイ）
- 『スクルージ』：1994年 - 1995年・1997年・1999年・2013年[3]・2015年・2019年[4]・2022年[5]、ミュージカル主演：市村正親
- 『クリスマス・キャロル』：1996年・1998年・1999年・2001年・2004年、ストレートプレイ主演：市村正親
- 『クリスマス・キャロル』：2010年、ニコニコミュージカル、演出・脚本・音楽：湯澤幸一郎、主演：堀江貴文
- 『クリスマス・キャロル』：2013年〜2016年、劇団スイセイ・ミュージカル、演出・脚本：西田直木、音楽：張替政彦、主演：草刈正雄（2013年〜2014年）/ 川崎麻世（2015年〜2016年）
- ミュージカル『クリスマス・キャロル』：2018年、演出・脚本・音楽：湯澤幸一郎、主演：堀江貴文、出演：小西成弥、長谷川かすみ
- ミュージカル『クリスマス・キャロル』：2019年、演出・脚本・音楽：湯澤幸一郎、主演：堀江貴文、出演：岸洋佑、武田玲奈

## アニメ化作品
- 町一番のけちんぼう ：本作を下敷きに制作され、1978年12月24日にテレビ朝日系列で放映された日米合作アニメ作品

## 漫画化作品
- 勝田文 『小僧の寿し』 収録の第5話「クリスマスキャロル」pp.133-198 (マーガレットコミックス)
- 坂田靖子 『クリスマス・キャロル』 (2009年、光文社古典新訳コミック)

## ドラマ化作品

### ラジオドラマ
- 『クリスマス・キャロル』（NHK-FM 青春アドベンチャー、2013年12月16日～12月20日、伊武雅刀　戸田恵子 他）

## 絵本化作品
- 『ドナルドダックのクリスマスキャロル』（Donald Duck and the Christmas Carol）（1960年、作：アニー・ノース・ベッドフォード、絵：ウォルト・ディズニー・スタジオ）[6][7]
- 『ドナルドの クリスマス』（1962年、文：久米元一、絵：ウォルト・ディズニー）[8]